# HMS Imperial (D09)
HMS «Імпіріал» (D09) (англ. HMS Imperial (D09) — військовий корабель, ескадрений міноносець типу «I» Королівського військово-морського флоту Великої Британії за часів Другої світової війни.
HMS «Імпіріал» був закладений 22 січня 1936 на верфі компанії Hawthorn Leslie and Company, в містечку Геббурн. 30 червня 1937 увійшов до складу Королівських ВМС Великої Британії.